# Osteosema albiviridis
Osteosema albiviridis là một loài bướm đêm trong họ Geometridae.